# Банди, Джон
Джон Банди (англ. John Elwood Bundy; 1853—1933) — американский художник-импрессионист, член общества художников Richmond Group.

## Биография
Родился 1 мая 1853 года в семье квакеров округа Гилфорд, штат Северная Каролина. Затем, когда Джону было пять лет, вся семья переехала в местечко близ Монровии, штат Индиана. Он некоторое время учился в Индианаполисе с будущим художником Бартоном Хейсом, но в целом является самоучкой. Он совершил путешествие в Нью-Йорк для копирования картин в Метрополитен-музее. В 1887 году Банди поступил на художественное отделение колледжа Earlham College и полноценно живописью занялся в 1895 в студии рядом с его домом на West Main Street в Ричмонде, штат Индиана.
Он был одним из основателей Общества художников Запада (англ.  Society of Western Artists) ной и одной из центральных фигур в создании Художественного музея Ричмонда в 1898 году. Известен своими произведениями пейзажей Индианы, в частности изображениями американских буков, совершал творческие поездки Калифорнию и Мичиган.
Умер 17 января 1933 года в Цинциннати, штат Огайо. Похоронен в Ричмонде, Индиана, на городском кладбище Earlham Cemetery.
Жена — Mary E. Marlatt Bundy (1855—1906), дети — Elizabeth Bundy (1882—1905) и Mae Bundy (1887—1914).

## Труды
Работы Джона Банди находятся во многих частных коллекциях и музеях, включая Художественный музей Индианаполиса, Государственный музей Индианы, Художественный музей Ричмонда.

Некоторые работы
После дождя, около 1897
Осенние тона, 1909
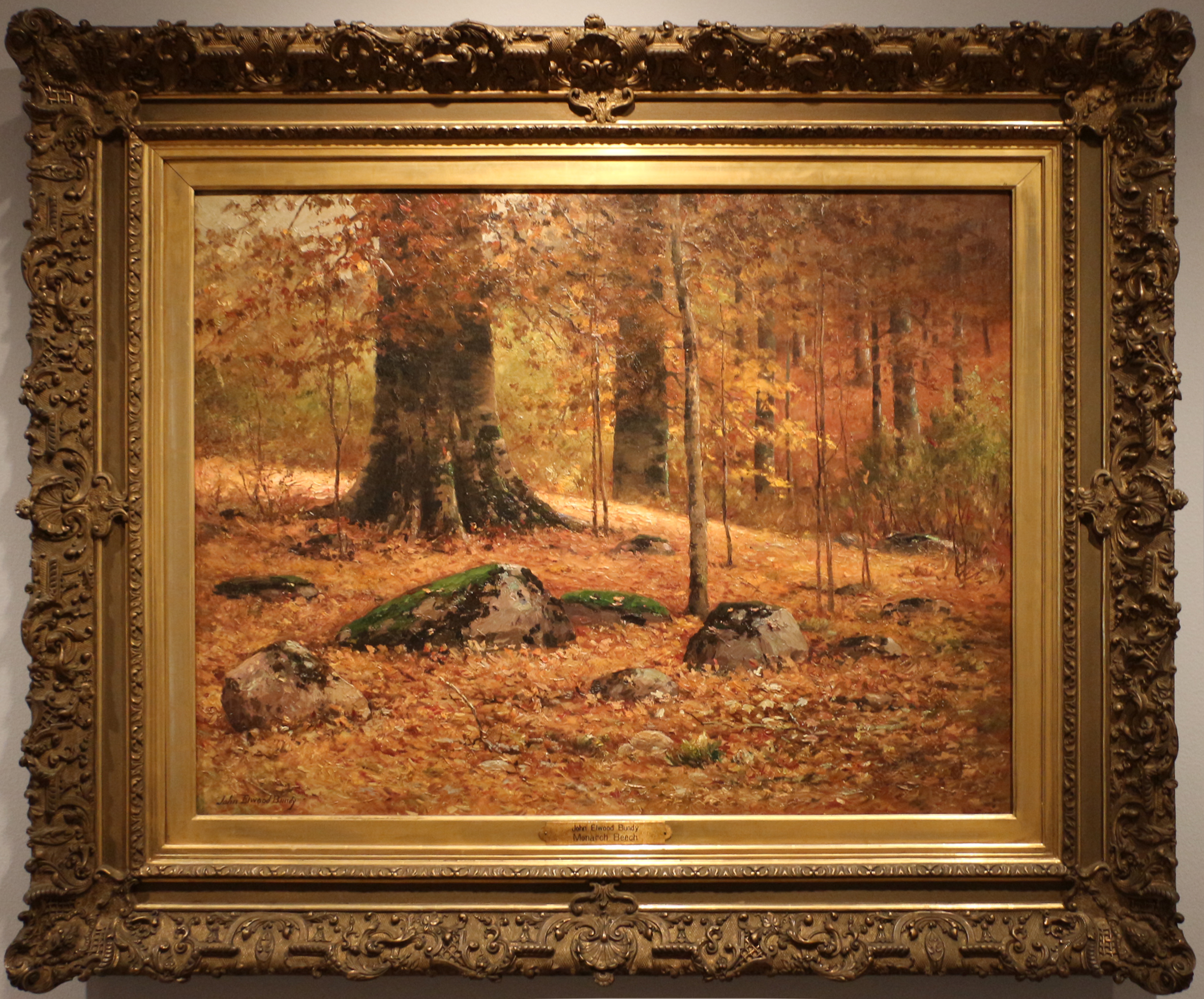
Королевский бук. Художественный музей Индианаполиса.